# Marjorie Liu
Marjorie M. Liu (Filadelfia, 1979) es una autora y guionista de cómic estadounidense cuyas obras han alcanzado la lista de mejor vendidos del New York Times. Sus novelas de romance paranormal y urban fantasy incluyen las notables sagas The Hunter Kiss y Tiger Eye. Su trabajo con Marvel Comics incluye etapas en NYX, X-23, Dark Wolverine, y Astonishing X-Men. También escribe Monstress para Image Comics, por la que fue nominada al premio Eisner a la mejor serie nueva y en 2017 ganó el Hugo por su primer volumen.

## Biografía
Marjorie M. Liu nació en Filadelfia en 1979 y se crio en Seattle, Washington. Su padre es taiwanés, mientras que su madre es estadounidense de ascendencia francesa, escocesa e irlandesa. Su amor por la lectura empezó a temprana edad, debido a libros como la saga de La casa de la pradera de Laura Ingalls Wilder o las obras de Robert Louis Stevenson, Joseph Campbell, Charles de Lint o Jorge Luis Borges.
Liu se graduó en Lenguas y Culturas del Este de Asia con un diploma en Bioética en la Lawrence University en Appleton (Wisconsin). Durante sus estudios allí, también empleó su habilidad para el diseño de páginas web para crear una página de fanes llamada The Wolverine and Jubilee page, basada en los numerosos sitios de aficionados de los X-Men que consideró bien diseñados. Aunque no leyó cómics durante su infancia, conocía a los X-Men de la serie animada de televisión así como por los fanfiction. Para familiarizarse más con ellos, compró cómics de X-Men y Wolverine para tomar referencias en Powerhouse Comics in Appleton (Wisconsin). Durante este proceso, se aficionó a la franquicia y escribió sus propios fanfiction, lo que consideró un ejercicio que mejoró su habilidad para contar historias.
Tras graduarse, se inscribió en Derecho en la Universidad de Wisconsin, ya que estaba impresionada con su centro legal para Asia Oriental y debido a la presencia de los mayores expertos estadounidenses en leyes biotecnológicas dentro de su profesorado. Trabajó de becaria en Beijing en el Foreign Agriculture Service en la embajada estadounidense, que, en aquel momento, estaba lidiando con las nuevas reglas del gobierno chino sobre la importación de alimentos modificados genéticamente. Se graduó en mayo de 2003 y pasó en poco tiempo los exámenes de ingreso al colegio.

## Carrera

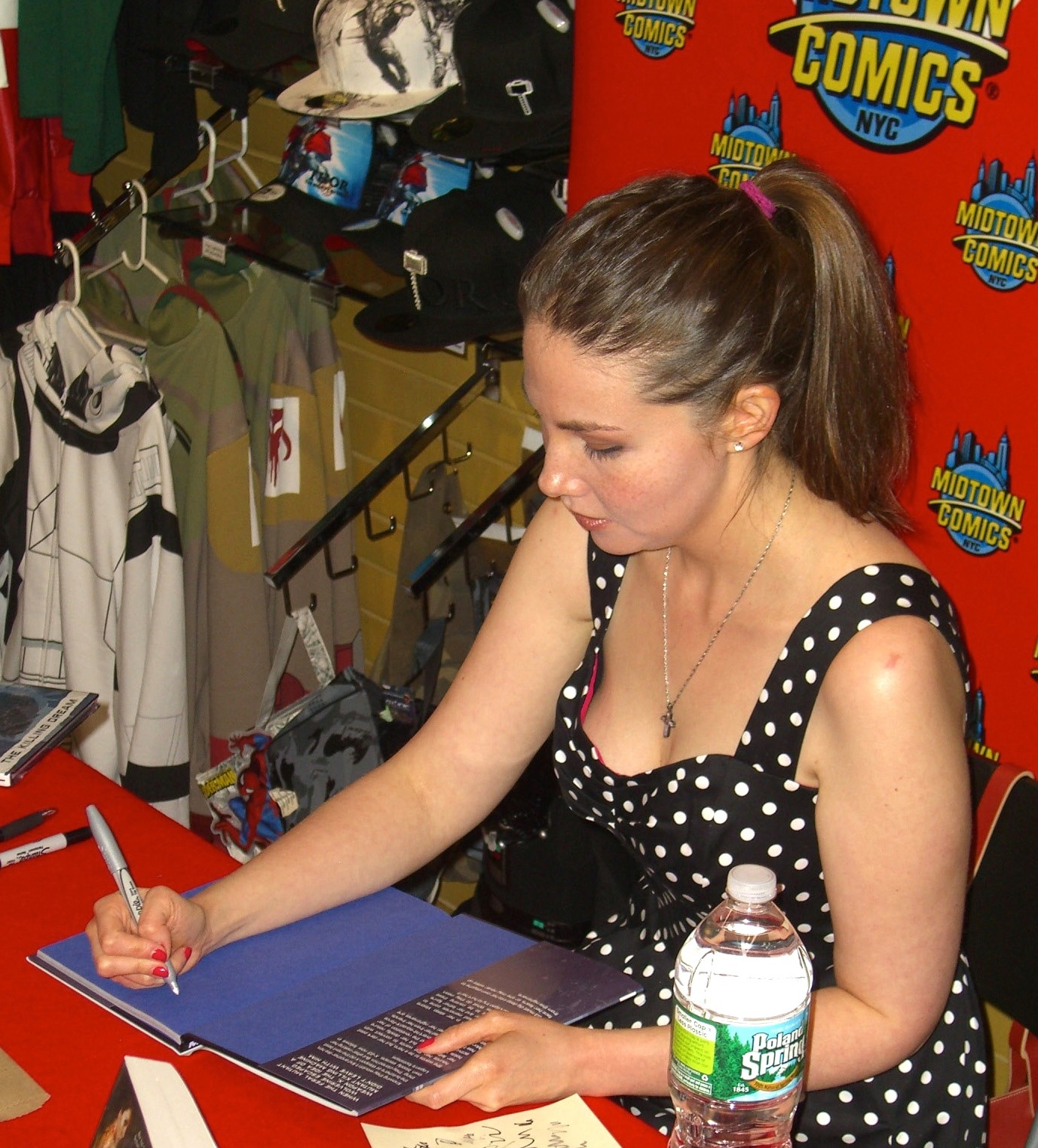
Liu en una firma de libros el 29 de junio de 2011 en Midtown Comics Times Square en Manhattan.

A pesar de disfrutar de estudiar Derecho, para cuando se graduó estaba desilusionada con la vida de abogada y decidió convertirse en escritora. Después de publicar poesía, relatos cortos y obras de no ficción, envió su primera novela, una aventura romántica paranormal ubicada en China y los Estados Unidos llamada Tiger Eye, que escribió en un mes, a varias editoriales antes de que Dorchester la adquiriera. Se publicó en noviembre de 2007.. Antes, había escrito A Taste of Crimson, la secuela de Crimson City de Liz Maverick, que se publicó en agosto de 2005..
Cuando vio a un joven vestido de Spider-Man en una convención literaria en Tucson, Arizona, Liu hizo un comentario a su antigua agente literaria, Lucienne Diver, acerca de cuánto le gustaría escribir para Marvel Comics. Diver, que conocía a un editor que buscaba autores que escribieran novelas en el universo Marvel para Pocket Books, hizo algunas preguntas y descubrió que, aunque ya había conseguido suficientes escritores para los libros de Spider-Man que saldrían con la película de 2002, todavía no habían contratado a nadie para las de los X-Men.
Después de escribir la novela de los X-Men Dark Mirror en 2005, Liu empezó a hablar con los editores de Marvel para trabajar con los cómics. Tres años después, consiguió su primer encargo, el spin-off de los X-Men NYX. Después trabajó como coautora en Daken: Dark Wolverine con Daniel Way y escribió la serie de X-23, que duró veintiún números.
Liu vive actualmente en Boston, donde continúa escribiendo y haciendo apariciones en charlas. También da un curso en el MIT sobre escritura de cómics y participa en el VONA/VOICES Workshop como profesora invitada en la UC Berkeley sobre ficción popular.

## Obras seleccionadas
Liu escribió las últimas veintiún entregras de la serie Astonishing X-Men con el artista Mike Perkins de 2012 a 2013. Estos cómics recibieron la atención de los medios por mostrar la primera boda gay de Marvel Comics, entre Northstar y su pareja Kyle en el número 51. Según el editor jefe Axel Alonso, esa entrega fue debida a la legalización en el mundo real del matrimonio entre personas del mismo sexo en Nueva York. Liu fue nominada al GLAAD Media Award en 2013.
Su última serie de cómics, Monstress, también ha conseguido mucha publicidad dado que explora el racismo, las consecuencias de la guerra y el feminismo.

## Vida personal
Vive en Boston con el autor Junot Diaz desde 2011.
Sus series de televisión favoritas incluyen Stargate, Castle, Lost Girl, y el programa The Amazing Race.

### Novelas
- Saga Dirk & Steele
  - Libro1 - Tiger Eye (2005)
  - Libro 2 - Shadow Touch (2006)
  - Libro 3 - The Red Heart of Jade (2006)
  - Libro 4 - A Dream of Stone and Shadows (2006) - en la antología Dark Dreamers, que estuvo en los más vendidos del NYT
  - Libro 5 - Eye of Heaven (2006)
  - Libro 6 - Soul Song (2007)
  - Libro 7 - The Last Twilight (2008)
  - Libro 8 - The Wild Road (2008)
  - Libro 9 - The Fire King (2009)
  - Libro 10 - In the Dark of Dreams (2010)
  - Libro 11 - Within the Flames (2011)
- Saga Hunter Kiss
  - The Iron Hunt (2008)
  - Darkness Calls (2009)
  - Hunter Kiss(1/2009) - Novela corta que acompaña a The Iron Hunt y Darkness Calls en la antología Wild Thing.
  - Armor of Roses (1/2010) - Novela corta de Hunter Kiss en la antología Inked.
  - A Wild Light (7/2010)
  - The Mortal Bone (2011)
  - Labyrinth of Stars (2014)
- Otras novelas
  - A Taste of Crimson: Crimson City, Book 2 (2005)
  - X-Men: Dark Mirror (2005)
- Novelas cortas
  - Six (antología: Holidays are Hell)
  - Minotaur in Stone (antología: Hotter than Hell)
  - The Robber Bride (antología: Huntress)
  - After the Blood (antología: Songs of Love and Death)
  - Sympathy for the Bones (antología: An Apple for the Creature)
  - The Last Dignity of Man (antología: The Mad Scientist's Guide to World Domination)
  - The Tangleroot Palace (antología: Never After)
  - Call Her Savage (antología: Masked)

### Cómics
- NYX: No Way Home #1 - 6 (Marvel Comics, 2008–2009)
- Dark Wolverine #75 - 90 (coescrita con Daniel Way, Marvel Comics, 2009–2010)
- X-23 Vol. 2 #1- oneshot de Women of Marvel (Marvel Comics, 2010)
- Black Widow Vol. 4 #1 - 5 (Marvel Comics, 2010)
- Girl Comics #3 (solo la historia de Wolverine y Júbilo, Marvel Comics, 2010)
- Wolverine: Road to Hell - oneshot (Marvel Comics, 2010)
- Daken:Dark Wolverine #1 - 9 (coescrita con Daniel Way, Marvel Comics, 2010–2011) (continuación de Dark Wolverine)
- X-23 Vol. 3 #1 - 21 (Marvel Comics, 2010–2012)
- Jim Henson's Storyteller ("Puss in Boots", Archaia, 2013)
- Astonishing X-Men Vol. 3 #48 - #68, (Marvel Comics, 2012–2013)
- X-Termination #1 (Marvel Comics, 2013)
- X-Treme X-Men Vol. 2 #13 (Marvel Comics, 2013)
- Legends of Red Sonja #4 (Dynamite, 2014)
- Monstress (Image Comics, 2015)

### Relatos
- "Where the Heart Lives" en My Big Fat Supernatural Honeymoon (2007)
- "After the Blood" en Songs of Love and Death (2010)
- "The Last Dignity of Man" en The Mad Scientist's Guide to World Domination (2013)
- "Briar and Rose" en "The Starlit Wood" (2016)
- "Ghost" en Secret Loves of Nerd Girls (2017)

## Premios y nominaciones
| Año  | Nombre del premio                        | Categoría                                       | Obra               | Resultado | Ref           |
| ---- | ---------------------------------------- | ----------------------------------------------- | ------------------ | --------- | ------------- |
| 2016 | Premio Eisner                            | Mejor escritora                                 | Monstress          | Nominada  | [ 16 ] [ 17 ] |
| 2013 | GLAAD Media Award                        | Cómic excelente                                 | Astonishing X-Men  | Nominada  |               |
| 2012 | Romantic Times Reviewers’ Choice Award   | Construcción de mundo en Urban Fantasy          | The Mortal Bone    | Ganadora  | [ 18 ]        |
| 2011 | Romantic Times Reviewers’ Choice Nominee | Romance Paranormal                              | The Mortal Bone    | Nominada  | [ 19 ]        |
| 2011 | Libro del año de Romantic Times          | Selección del editor                            | Within the Flames  | Nominada  | [ 20 ]        |
| 2008 | Romantic Times Reviewers' Choice Award   | Mejor romance de cambiaformas                   | The Last Twilight  | Nominada  | [ 21 ]        |
| 2008 | Romantic Times Reviewers' Choice Award   | Mejor Urban Fantasy                             | The Iron Hunt      | Nominada  | [ 22 ]        |
| 2005 | PEARL Award                              | Mejor futurista                                 | A Taste of Crimson | Ganadora  | [ 23 ]        |
| 2005 | PEARL Award                              | Mejor autor novel                               | n/a                | Ganadora  |               |
| 2005 | Romantic Times Reviewers' Choice Award   | Mejor romance paranormal en época contemporánea | Tiger Eye          | Ganadora  | [ 24 ]        |